# John Graas
John Graas fue un trompista, arreglista, compositor y director de orquesta de jazz norteamericano. Nació en Dubuque (Iowa), el 14 de octubre de 1924, y falleció en Van Nuys (California), el 13 de abril de 1962, a los 37 años de edad, de un ataque al corazón.
Comenzó en la música clásica, tocando en diversas orquestas sinfónica (Indianápolis, en 1941-1942; Cleveland, entre 1945 y 1946...), a la vez que comenzaba a trabajar con bandas de jazz: Claude Thornhill, Tex Beneke, etc. Colabora con el director de orquesta Serge Koussevitsky, recibiendo a la vez clases de Lennie Tristano. Durante su estancia en la big band de Stan Kenton (1949-1950), conoce a Shorty Rogers, quien le convence para trasladarse a California, donde trabaja como primer trompa en la orquesta de los Estudios Universal, en Hollywood. 
Forma parte de numerosos grupos de West Coast jazz, junto con Bob Enevoldsen, Jimmy Giuffre, Marty Paich, Shelly Manne, Don Fagerquist y otros. Durante toda su carrera mantiene un difícil equilibrio entre la música clásica y el jazz. Compone una "Sinfonía en Fa mayor" y realiza adaptaciones de Mozart y Bach. A comienzos de los años 1960, realiza grabaciones con Henry Mancini, Mel Lewis y Maynard Ferguson, entre otros.